# Canton de Saint-Mamet-la-Salvetat
Le canton de Saint-Mamet-la-Salvetat était une division administrative française située dans le département du Cantal en région d'Auvergne. Il a été supprimé en 2015 à la suite du redécoupage des cantons du département.

## Géographie
Ce canton était organisé autour de Saint-Mamet-la-Salvetat dans l'arrondissement d'Aurillac. Son altitude varie de 427 m (Marcolès) à 828 m (Marcolès) pour une altitude moyenne de 648 m.

## Histoire
Le canton a été supprimé en 2015 à la suite du redécoupage des cantons du département :
- Marcolès, Roannes-Saint-Mary, Saint-Mamet-la-Salvetat et Vitrac ont intégré le canton de Maurs ;
- Cayrols, Omps, Parlan, Pers, Roumégoux, Saint-Saury, La Ségalassière et Le Rouget ont intégré le nouveau canton de Saint-Paul-des-Landes.

## Représentation

### Conseillers d'arrondissement (de 1833 à 1940)
| Période                                  | Période      | Identité                           | Étiquette          | Qualité |
| ---------------------------------------- | ------------ | ---------------------------------- | ------------------ | --- |
| 1833                                     | 1862 (décès) | Julien Louis Marc Vic (1783-1862)  |                    | Notaire à Saint-Mamet                                                                                       |
| 1862                                     | 1871         | François Émile Fualdes (1822-1908) |                    | Juge de paix, propriétaire à Arpajon-sur-Cère                                                               |
| 1871                                     | 1886         | Émile Hugues Valadou (1827-1889)   | Républicain        | Médecin à Lauriac, Vitrac                                                                                   |
| 1886                                     | 1889         | M. Delzangles                      |                    | Avocat à Aurillac                                                                                           |
| 1889                                     | 1895 (décès) | Lucien Courbaize                   | Radical            | Propriétaire à Vitrac                                                                                       |
| 1895                                     | 1901         | Antoine Delzangles                 |                    | Notaire à Saint-Mamet                                                                                       |
| 1901                                     | 1907         | Basile Malaviale (1859-1936)       |                    | Médecin au Rouget, à Saint-Mamet                                                                            |
| 1907                                     | 1940         | Antonin Nigou                      | Républicain modéré | Expert-géomètre à Saint-Mamet, suppléant du juge de paix                                                    |
| 1940                                     |              |                                    |                    | Les conseils d'arrondissement ont été suspendus par la loi du 12 octobre 1940 et n'ont jamais été réactivés |
| Les données manquantes sont à compléter. |              |                                    |                    | |

### Conseillers généraux de 1833 à 2015
| Période       | Période      | Identité                                                   | Étiquette           | Qualité                                                                                           |
| ------------- | ------------ | ---------------------------------------------------------- | ------------------- | ------------------------------------------------------------------------------------------------- |
| 1833          | 1865 (décès) | Joseph Marie Ambroise Vic                                  | Gouvernemental      | juge de paix Maire de Saint-Mamet-la-Salvetat (1863-1865)                                         |
| 1865          | 1870         | Léon Cabanes (petit-fils du précédent)                     | Républicain         | Médecin Maire de Saint-Mamet-la-Salvetat (1865-1874)                                              |
| 1870          | 1871         | Justinien Serres                                           |                     | Propriétaire à La Ségalassière                                                                    |
| 1871          | 1874         | Léon Cabanes                                               | Républicain         | Médecin Maire de Saint-Mamet-la-Salvetat (1865-1874)                                              |
| 1874          | 1880         | Emmanuel de Cassagnes de Beaufort Comte de Miramon-Fargues | Droite              | Propriétaire du château de Fargues Maire de Vitrac                                                |
| 1880          | 1886 (décès) | Léon Cabanes                                               | Républicain radical | Maire de Saint-Mamet-la-Salvetat (1865-1874 et 1876-1886) Sénateur (1885-1886)                    |
| 1886          | 1889 (décès) | Hugues-Emile Valadou                                       | Républicain radical | Docteur en médecine à Vitrac, conseiller d'arrondissement                                         |
| 1889          | 1940         | Noël Cazals                                                | GD puis URD         | Docteur en médecine Maire de Saint-Mamet (1892-1942) Député (1898-1902) Sénateur (1921-1930)      |
|               |              |                                                            |                     |                                                                                                   |
| 1942          | 1945         | Ambroise Souqual                                           |                     | Maire de Saint-Mamet-la-Salvetat (1942-1944) Nommé conseiller départemental en 1942               |
|               |              |                                                            |                     |                                                                                                   |
| 1945          | 1970 (décès) | Armand Momboisse                                           | SFIO                | Rédacteur des contributions directes, maire de Saint-Saury                                        |
| 26 avril 1970 | 1979         | Jean Dauzié                                                | SFIO puis PS        | Maire de Saint-Mamet-la-Salvetat (1965-1983)                                                      |
| 1979          | 1985         | Firmin Bédoussac                                           | PS                  | Agriculteur - Suppléant de René Souchon (1981-1984) - Député (1984-1986) Maire d'Omps (1946-1989) |
| 1985          | 1992         | André Roquier                                              | RPR                 | Maire de Saint-Mamet-la-Salvetat (1983-2001)                                                      |
| 1992          | 2011         | Michel Lafon                                               | DVD                 | Maire du Rouget (1989-2008) Président de la Communauté de communes Cère et Rance                  |
| 2011          | 2015         | Éric Février                                               | DVD                 | Vétérinaire Maire de Saint-Mamet-la-Salvetat depuis 2008                                          |

### Résultats électoraux détaillés
- Élections cantonales de 2004 : Michel Lafon   (Divers droite) est élu au 1er tour avec 59,22 % des suffrages exprimés, devant Christian Montin   (Divers gauche) (36,8 %) et Jeanne Meyniel (FN) (3,98 %). Le taux de participation est de 74,61 % (3 509 votants sur 4 703 inscrits)[4].
- Élections cantonales de 2011 : Éric Février   (Divers droite) est élu au 2e tour avec 51,08 % des suffrages exprimés, devant Christian Montin   (Divers gauche) (48,92 %). Le taux de participation est de 68,16 % (3 323 votants sur 4 875 inscrits)[5].

## Composition
Le canton de Saint-Mamet-la-Salvetat groupait 12 communes et comptait 5 923 habitants (recensement de 2007 population municipale).
| Communes                | Population (2012) | Code postal | Code Insee |
| ----------------------- | ----------------- | ----------- | ---------- |
| Cayrols                 | 238               | 15290       | 15030      |
| Marcolès                | 608               | 15220       | 15117      |
| Omps                    | 299               | 15290       | 15144      |
| Parlan                  | 297               | 15290       | 15147      |
| Pers                    | 295               | 15290       | 15150      |
| Roannes-Saint-Mary      | 960               | 15220       | 15163      |
| Roumégoux               | 242               | 15290       | 15166      |
| Saint-Mamet-la-Salvetat | 1 411             | 15220       | 15196      |
| Saint-Saury             | 201               | 15290       | 15214      |
| La Ségalassière         | 114               | 15290       | 15224      |
| Vitrac                  | 294               | 15220       | 15264      |
| Le Rouget               | 964               | 15290       | 15268      |

## Démographie
| 1962  | 1968  | 1975  | 1982  | 1990  | 1999  | 2006  | 2011  | 2012  |
| ----- | ----- | ----- | ----- | ----- | ----- | ----- | ----- | ----- |
| 6 502 | 6 148 | 5 854 | 5 712 | 5 569 | 5 499 | 5 876 | 6 269 | 6 311 |